# خوزه لوئیس منا بارتو
خوزه لوئیس منا بارتو (انگلیسی: José Luís Mena Barreto; ۲۴ اکتبر ۱۸۱۷ – ۱۰ اکتبر ۱۸۷۹) فرد نظامی اهل برزیل بود.